# オーウェン・ジョーンズ
オーウェン・トーマス・ジョーンズ（Owen Thomas Jones、1878年4月16日 – 1967年5月5日）は、イギリス、ウェールズの地質学者である。ウェールズの地質の研究で知られる。

## 経歴
ウェールズ、ケレディジョンのビューラー (Beulah) で生まれた。1900年にウェールズ大学のカレッジを卒業した後、ケンブリッジ大学で学んだ。1903年に英国地質調査所に入り、カーマーゼンシャーとペンブルックシャーの地質を研究した。1910年からウェールズ大学で教え、1919年にマンチェスター大学の地質学教授、1930年にケンブリッジ大学となった。ケンブリッジ大学では伝統のあるウッドウォード教授職に任じられた。1926年王立協会フェロー選出。

## 受賞歴
- 1926年：ライエル・メダル（ロンドン地質学会）
- 1945年：ウォラストン・メダル（ロンドン地質学会）
- 1956年：ロイヤル・メダル（王立協会）

## 著書
- "Lead and zinc: The mining district of North Cardiganshire and West Montgomeryshire" (1922年)